# Paulus Schiemenz
Johannes Friedrich Paulus Berthold Schiemenz, född den 4 december 1856 i Kalkwitz vid Calau, död den 15 december 1936 i Berlin, var en tysk fiskeriexpert.
Schiemenz studerade zoologi, erhöll doktorsgraden 1883, var assistent 1884—95 vid den zoologiska stationen i Neapel och 1895 vid Deutsche See-Fischereiverein. Vid Landwirtschaftliche Hochschule i Berlin var Schieimenz assistent 1896—98, blev 1897 honorardocent och erhöll 1906 den nyinrättade professuren i fiskeri. År 1898 blev han ledare vid den primitiva Biologische und Fischerei-Versuchsstation am Muggelsee, som han under årens lopp utvidgade kraftigt till Landesanstalt für Fischerei i Friedrichshagen. Schiemenz utförde där ett stort arbete, som berörde många områden inom färskvattensfisket, men särskilt ämnen som de fria vattnens rationella drift och hur man hanterar vattenföroreningar. Hans uppsatser om dessa ämnen publicerades i facktidskrifterna. Schiemenz lämnade sin post 1920.